# 의혜왕후
의혜왕후 최씨(懿惠王后 崔氏, ? ~ 1336년 음력 2월 24일)는 조선을 건국한 태조 이성계의 어머니이다. 

## 생애
본관은 영흥(永興)이다. 이성계의 어머니이며 이자춘의 아내이다. 역사서와 금석문에 남아있는 기록이 없어 정확한 생애는 전해지지 않는다.
영흥부원군으로 추증된 최한기(崔閑奇)와 아내 이씨(李氏)의 3녀중 둘째 딸로 태어났다. 정확한 출생연도에 관한 기록은 없으나 의혜왕후의 여동생인 경창옹주 최씨가 1313년초에 태어났음을 미루어 볼 때, 적어도 1312년 이전에 태어났음을 유추할 수 있다.
언제 이자춘과 혼인하였는지에 관한 기록은 없다. 다만 조선이 건국되기 전인 1387년에 작성된 《이자춘 신도비(李子春神道碑)》의 비문 내용에 의하면 이자춘이 세번 장가를 들었는데 각각 이씨(李氏), 최씨(崔氏), 김씨(金氏, 정빈 김씨)의 순으로 기록되어 있어, 이자춘의 두번째 부인임을 유추할 수 있다.
이자춘과의 사이에서 정화공주와 태조 이성계를 낳았다. 이성계를 낳은지 5개월여만인 1336년 음력 2월 24일 사망하였다. 이로 인해 태어난지 얼마 안된 이성계는 이모인 경창옹주에 의해 양육되었다.

## 사후
남편 이자춘의 신도비가 작성된 1387년에는 삼한국대부인(三韓國大夫人)에 추증되어 있었다.
1392년(태조 1년), 아들 이성계가 조선을 건국한 후에 의비(懿妃)로 추존되었으며, 1411년(태종 11년) 존호를 가상하여 의혜왕후(懿惠王后)로 추숭되었다. 묘소는 함경남도 함주군 동흥리 내에 위치한 화릉(和陵)으로, 남편 환조의 정릉과 이웃하고 있다.

## 가족 관계
| - 조부 : 영흥백(永興伯) 최종대(崔終大) - 조모 : 조선국대부인 김씨(朝鮮國大夫人 金氏) - 아버지 : 영흥부원군(永興府院君) 최한기(崔閑奇, ?~?) - 어머니 : 조선국대부인 이씨(朝鮮國大夫人 李氏, ?~?) - 언니 : 전석(全碩)의 처 최씨(?~?) - 여동생 : 경창옹주 최씨(慶昌翁主 崔氏, 1313~1397) - 석양선(石良善)에게 출가 | - 남편 : 환조(桓祖) 이자춘(李子春, 1315~1360) - 장녀 : 정화공주(貞和公主, ?~?) - 사위 : 용원부원군(龍原府院君) 조인벽(趙仁壁) - 장남 : 태조(太祖) 이성계(李成桂, 1335~1408) - 며느리 : 신의왕후(神懿王后) 한씨(韓氏, 1337~1391) - 며느리 : 신덕왕후(神德王后) 강씨(康氏, 1356~1396) |